# Sony Xperia Go
Sony Xperia Go (модельний номер — ST27a, інші назви — Sony ST27i, Sony Xperia advance) — смартфон із серії Sony Xperia, розроблений компанією Sony, анонсований 30 травня 2012 року. Апарат отримав сертифікат IP67, що означає його пиле- і водонепроникність (може перебувати до 30 хв на глибині 1 м). Його попередник — Sony Ericsson Xperia active.

## Характеристики смартфону

### Апаратне забезпечення
Смартфон працює на базі двоядерного процесора ST-Ericsson NovaThor U8500, що працює із тактовою частотою 1 ГГц (архітектура ARMv7), 512 МБ оперативної пам’яті й використовує графічний процесор Mali 400 для обробки графіки. Пристрій також має внутрішню пам’ять об’ємом 8 ГБ (користувачеві доступно 4 ГБ), із можливістю розширення карткою microSD до 32 ГБ. Апарат оснащений 3,5-дюймовим (88,9 мм відповідно) екраном із розширенням 320 x 480 пікселів, із щільністю пікселів 165 ppi, що виконаний за технологією TFT. В апарат вбудовано 5-мегапіксельну основну камеру, що може знімати HD-відео (720p) із частотою 30 кадрів на секунду, фронтальна камера відсутня. Дані передаються через роз'єм micro-USB, який також підтримує USB On-The-Go. Щодо наявності бездротових модулів Wi-Fi (802.11b/g/n), Bluetooth 3.0, DLNA, вбудована антена стандарту GPS + ГЛОНАСС. Весь апарат працює від незміного Li-ion акумулятора ємністю 1305 мА·г, що може пропрацювати у режимі очікування 520 годин (21.7 дня), у режимі розмови — 6,5 години, і важить 110 грам.

### Програмне забезпечення
Смартфон Sony Xperia Go постачалася із встановленою Android 2.3 «Gingerbread»,, пізніше було оновлено до версії 4.0.4 «Ice Cream Sandwich». 24 квітня 2013 року смартфон отримав оновлення до Android 4.1.2 «Jelly Bean», після місячної затримки від Sony. Поверх операційної системи встановлено фірмовий Timescape UI.

## Критика
Ресурс PhoneArena поставив апарату 7 із 10 балів, сказавши, що Sony Xperia Go «має доволі хороший процесор як на свій клас, і ми можемо заплющити очі на екран низької чіткості, проте неприємний пластиковий корпус може зруйнувати варі враження». До плюсів зараховано пиле- і водонепроникність, камера, процесор, до мінусів — пластиковий корпус, екран низької чіткості.
TechRadar поставив 3,5/5, сказавши, що «всебічно дивовижний смартфон, Sony Xperia Go перевищує очікування на багатьох фронтах, але розчаровує завдяки ряду непотрібних недоліків, що плямують користувацьку дружелюбність смартфону і загальну продуктивність». Сподобались пиле- і водонепроникність, дизайн, встановлені програми, не сподобались — швидкодія («гальмування»), екран.

### Відео
- Огляд Sony Xperia Go від PhoneArena (англ.)

### Огляди
- Рей С. Огляд Sony Xperia go [Архівовано 7 травня 2013 у Wayback Machine.] на сайті PhoneArena (англ.)
- Люк Джонсон. Огляд Sony Xperia go [Архівовано 29 грудня 2017 у Wayback Machine.] на сайті TechRadar (англ.)
- Ендрю Вілліамс. Огляд Sony Xperia Go [Архівовано 5 січня 2013 у Wayback Machine.] на сайті Trusted Reviews (англ.)